# Erik Adlerz
Erik "Loppan" William Adlerz, född 23 juli 1892 i Klara församling, Stockholm, död 8 september 1975 i Göteborg, var en svensk simhoppare.
Han deltog i fyra OS, 1908–1924. Vid OS i London 1908 blev han utslagen i försöken i varierade höga hopp. Vid OS i Stockholm 1912 tog han guld i både varierade och raka höga hopp. Vid OS i Antwerpen 1920 tog han silver i varierade höga hopp och blev fyra i raka höga hopp. I sitt sista OS som aktiv, i Paris 1924, blev han fyra i varierade höga hopp och utslagen i försöken i raka höga hopp.
Under åren 1910–1922 tog Adlerz sammanlagt 22 SM-guld (9 i varierade höga hopp, 6 i raka höga hopp och 3 i svikthopp). Under samma tid tog han även 7 NM-guld (i raka och varierade höga hopp).
Adlerz blev professionell 1925. 1930–1931 var han siminstruktör i bl.a. Oslo. 1932 blev han Svenska simförbundets rikstränare och kvarstod som det ända till 1957. 
Han var äldre bror till Märta Adlerz som deltog vid OS i Stockholm 1912. Erik Adlerz är begravd på Skogskyrkogården i Stockholm.